# Morpho deidamia
Morpho deidamia är en fjärilsart som beskrevs av Jacob Hübner 1816. Morpho deidamia ingår i släktet Morpho och familjen praktfjärilar. Inga underarter finns listade i Catalogue of Life.

## Bildgalleri

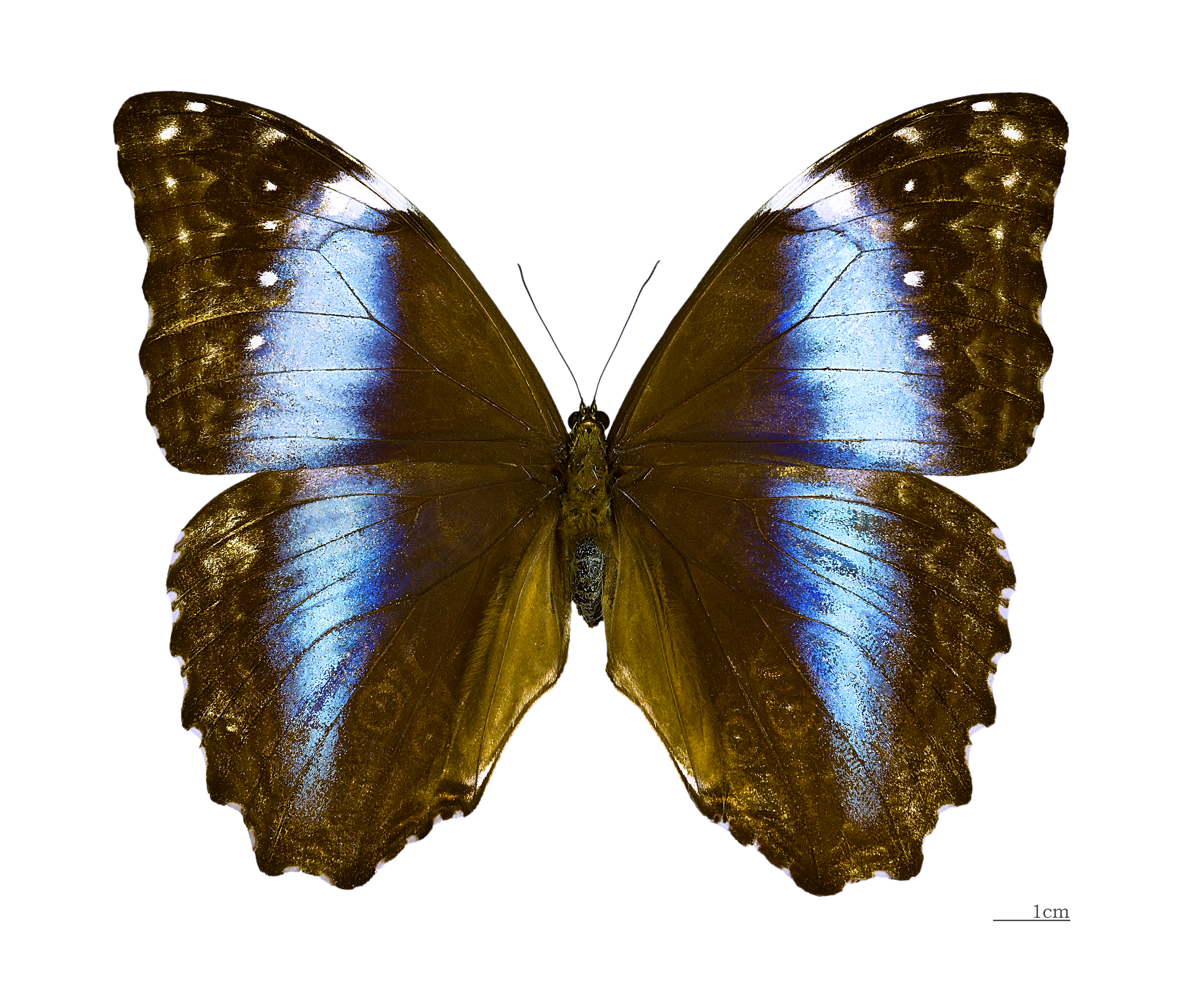
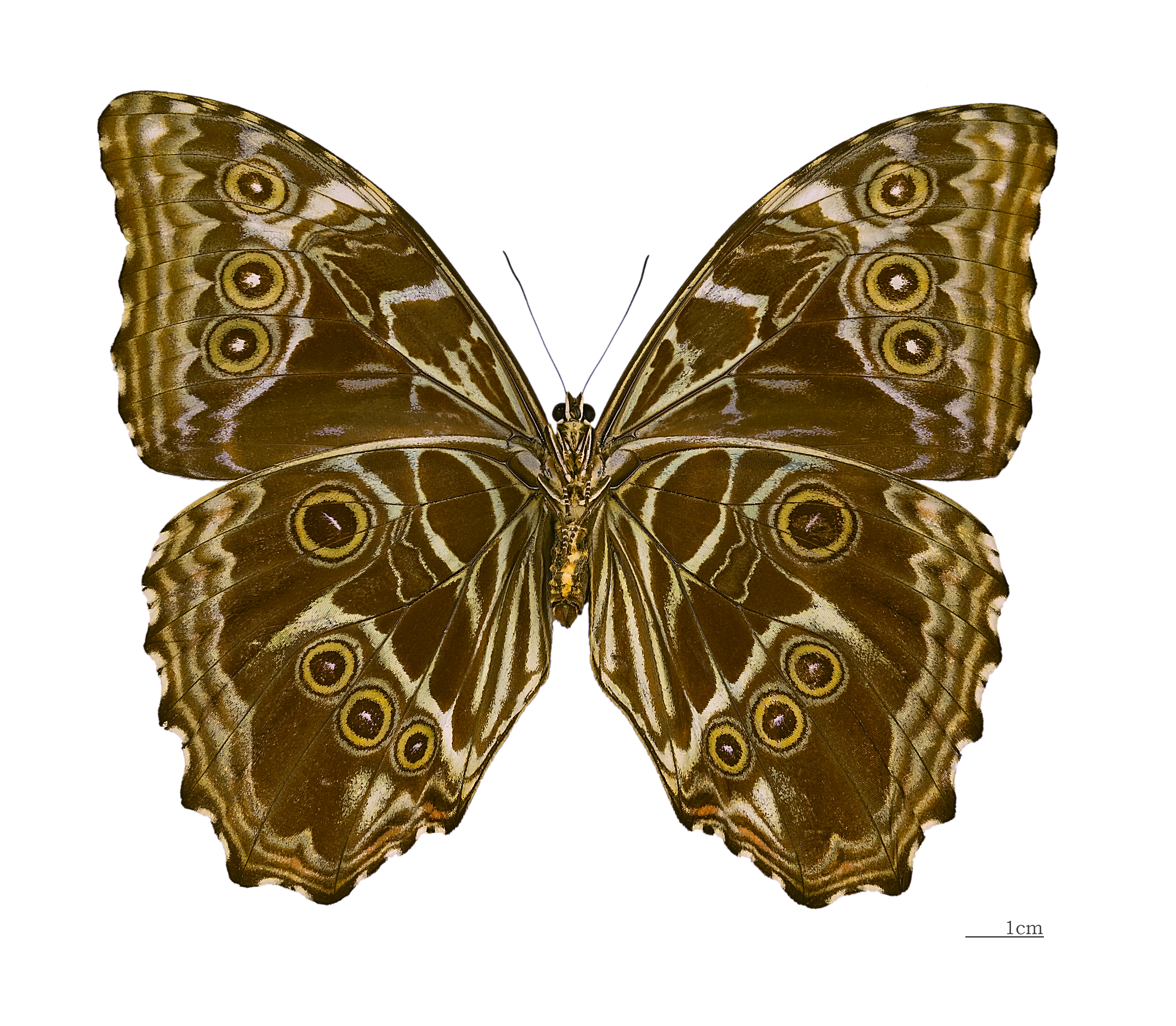
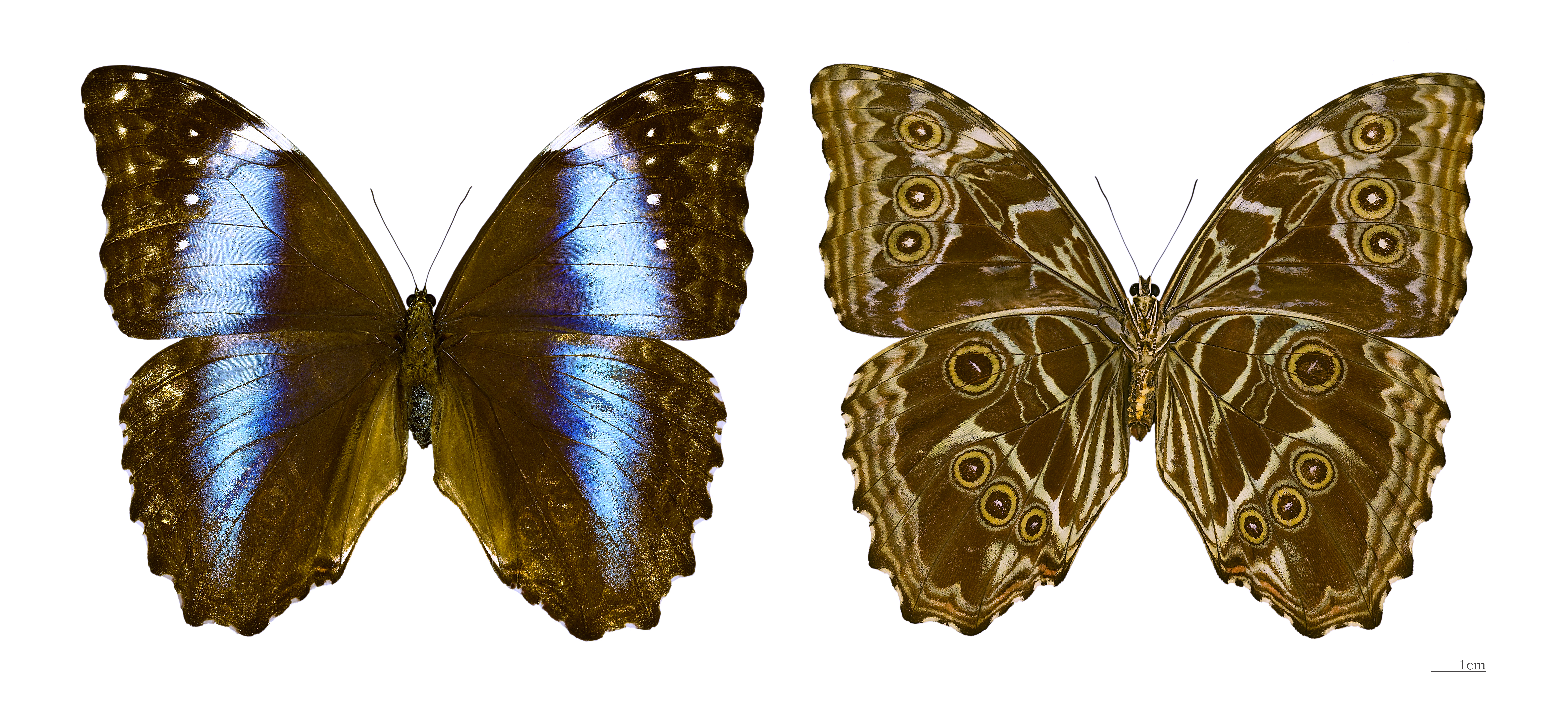
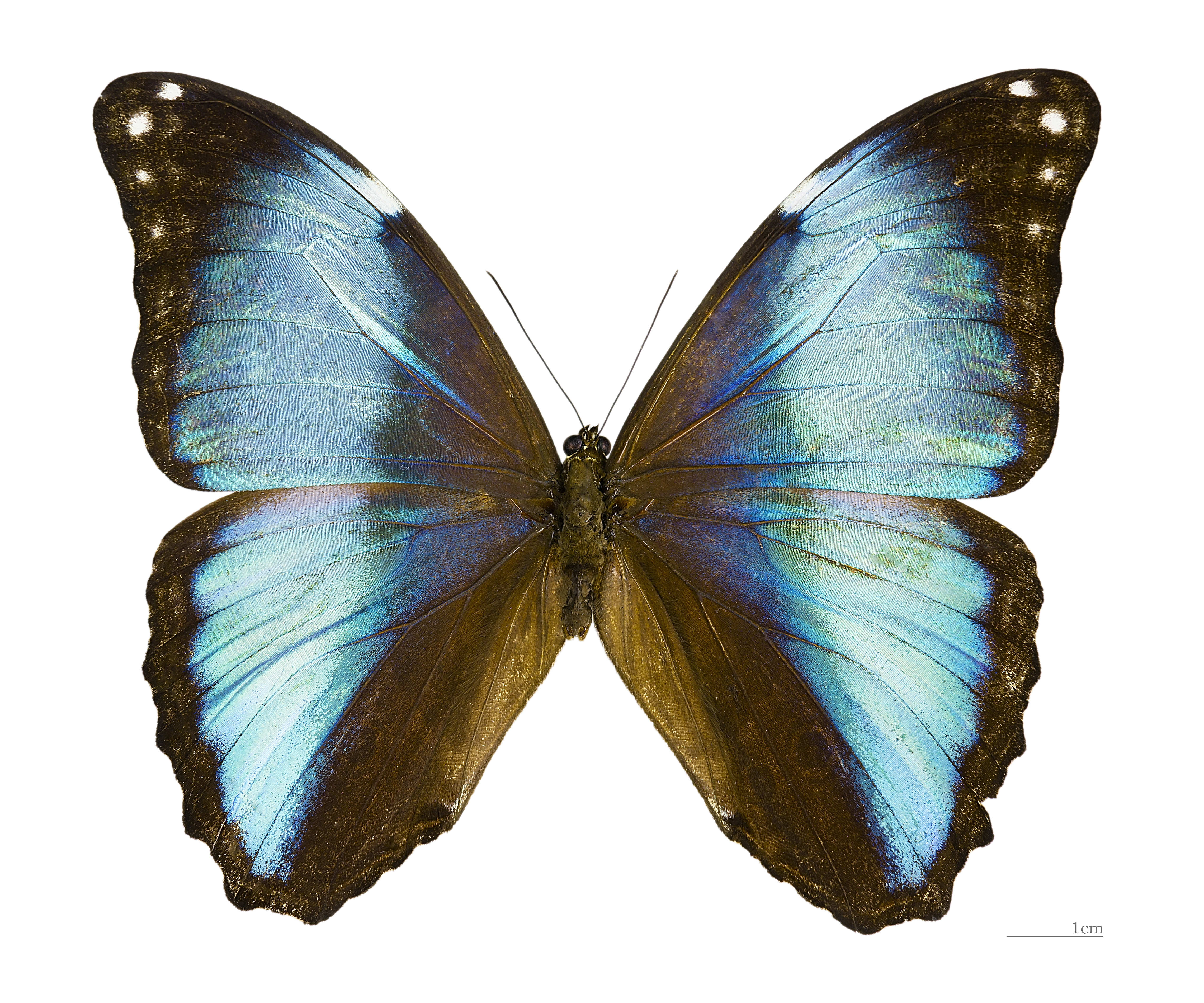
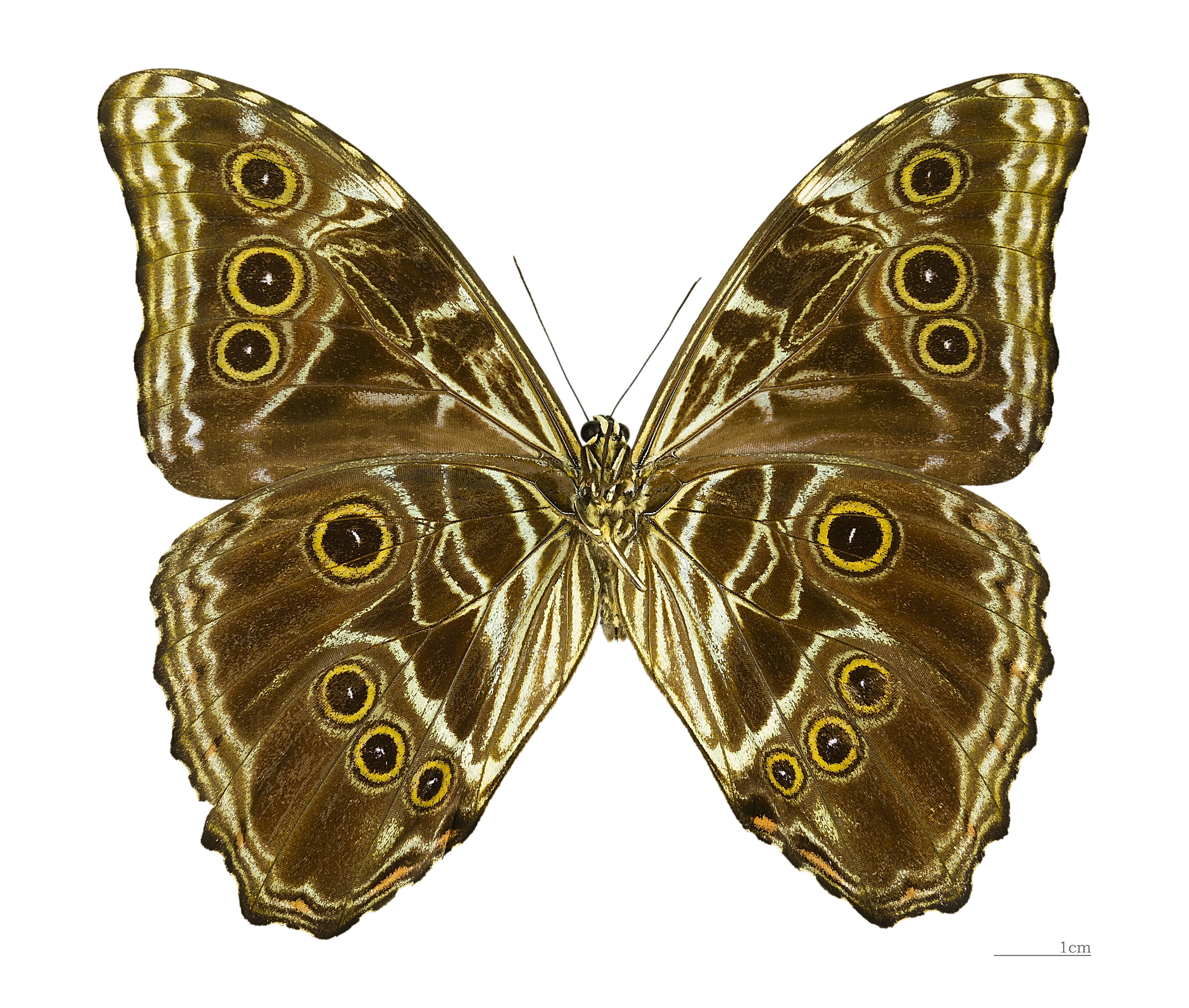
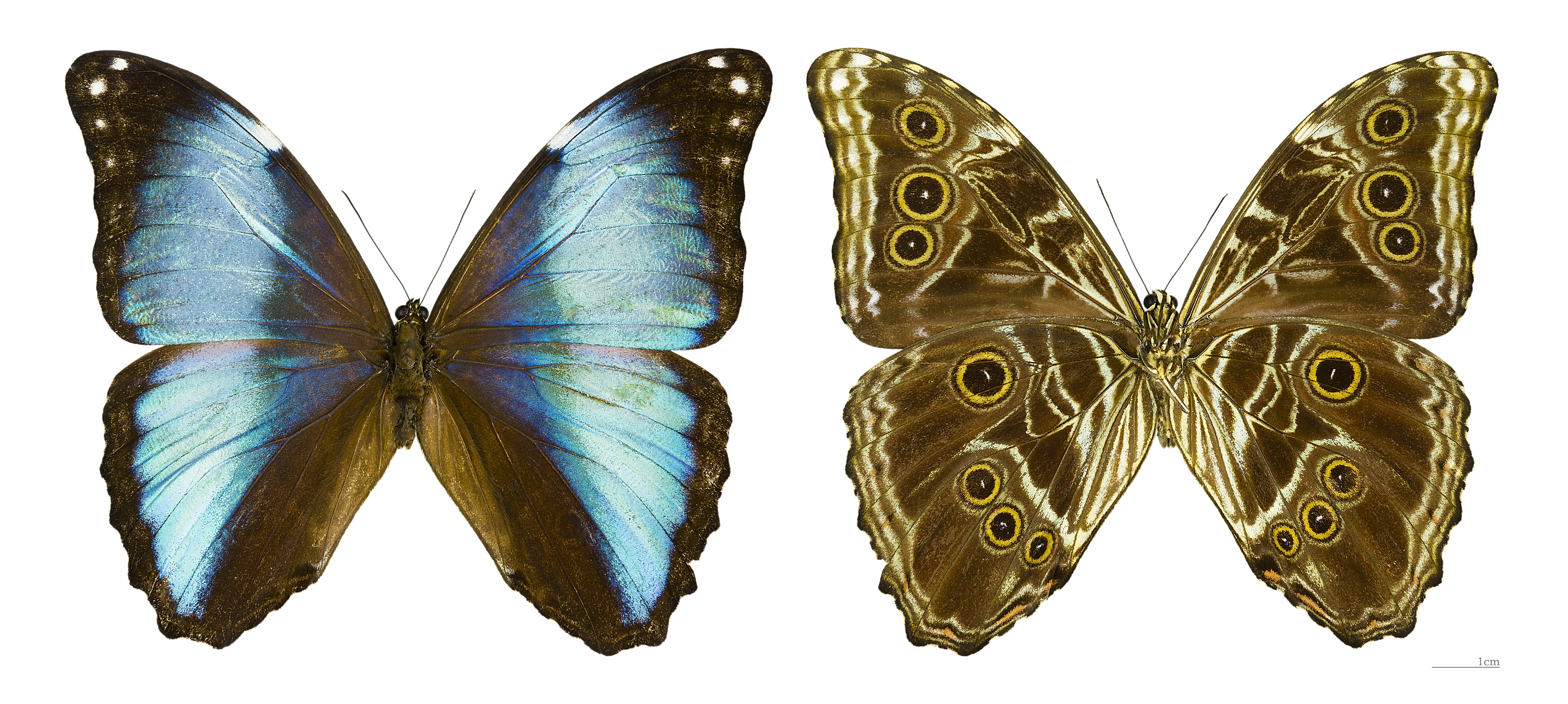